# Aspetta un minuto
Aspetta un minuto è il secondo mixtape del rapper italiano Ghemon, pubblicato l'11 dicembre 2013.

## Descrizione
Missato da DJ Tsura, Aspetta un minuto è stato distribuito gratuitamente attraverso il sito ufficiale del rapper e contiene una selezione di dodici brani da lui pubblicati tra il 2008 e il 2012 con l'aggiunta di otto brani inediti realizzati nel 2013 e dei brani Bugie e Se non lo sai, realizzati rispettivamente nel 2006 e nel 2007 ma mai pubblicati in precedenza. Il disco ha inoltre anticipato la pubblicazione del terzo album in studio del rapper, intitolato Orchidee e uscito il 27 maggio 2014.
Il 4 marzo 2022, al fine di celebrare i 15 anni della Macro Beats, i brani Scusa e Non spegnermi sono stati pubblicati sotto forma di doppio singolo su 7".

## Tracce
1. Chiamiamolo intro (inedito) – 0:32
2. Bugiardo (a parole) (inedito) – 4:55
3. La soluzione (2008) – 3:23
4. Come la notte col sole (2008) – 2:45
5. U.A.O.! (un'autentica ovazione) (inedito) – 3:54
6. Bugie (inedito – 2006) – 2:36
7. Cobra (tovalieri) (2012) – 2:07
8. Scusa (inedito) – 4:53
9. TPS (2012) – 3:41
10. Smisurata preghiera (2012) – 3:19
11. Tutto si risolverà (feat. Frank Siciliano – inedito) – 3:04
12. Abbiamo solamente + Jay Dilla Interlude (Live Band Version – 2010) – 3:23
13. Qualcuno riderà (2008) – 2:30
14. Qualcosa di diverso (2009) – 3:15
15. Se non lo sai (inedito – 2007) – 1:28
16. Ho incontrato l'amore ma... (2008) – 2:56
17. Testa a posto (inedito) – 3:41
18. Condor (Agostini) (2012) – 2:27
19. Dritto al cuore (inedito) – 3:26
20. Salto nel vuoto (2008) – 3:36
21. Non spegnermi (inedito) – 4:26
22. Splende in eterno (Live Band Version – 2010) – 2:48